# 贡希尔·弗尔斯塔
贡希尔·弗尔斯塔（挪威語：Gunhild Følstad，1981年11月3日—），挪威女子足球运动员。她曾代表挪威参加2003年和2007年国际足联女子世界杯。她也曾参加2008年夏季奥林匹克运动会。